# غاري بالمر (لاعب كريكت)
غاري بالمر (15 نوفمبر 1965 في المملكة المتحدة - ) (بالإنجليزية: Gary Palmer)‏ هو لاعب كريكت بريطاني. لعب مع نادي مقاطعة سومرست للكريكت ‏.